# Huta Koszary
Huta Koszary (dawn. Huta Stara Koszary) – wieś w Polsce położona w województwie świętokrzyskim, w powiecie kieleckim, w gminie Bieliny.
| SIMC    | Nazwa  | Rodzaj    |
| ------- | ------ | --------- |
| 0228140 | Pniaki | część wsi |

W latach 1975–1998 miejscowość administracyjnie należała do województwa kieleckiego.
Przez miejscowość przebiega droga wojewódzka nr 753.